# Aglaeactis
Aglaeactis es un género de aves apodiformes perteneciente a la familia Trochilidae (los colibríes), que agrupa a cuatro especies nativas de América del Sur, cuyas áreas de distribución a lo largo de la cordillera de los Andes se encuentran entre el noreste de Colombia y el centro de Bolivia. A sus miembros se les conoce por el nombre común de colibríes, y también rayitos o rayos-de-sol.

## Características
Los colibríes de este género son corpulentos, miden entre 10 y 12 cm de longitud, de color predominante chocolate (o negro en una especie). El pico es delgado y corto, no más largo que la cabeza, con base de la mandíbula rosada. Las alas son muy largas, que cuando posados sobrepasan la cola, y cola más o menos furcada. Presentan conjuntos de manchas blancas en el pecho y coloridas rabadillas resplandecientes. No presentan dimorfismo sexual o es muy muy débil. Son habitantes de los altos Andes.

## Taxonomía
El género Aglaeactis fue propuesto por el ornitólogo británico John Gould en 1848; la especie tipo subsecuentemente designada es Trochilus cupripennis, actualmente Aglaeactis cupripennis.

### Etimología
El nombre genérico femenino «Aglaeactis» es una combinación de las palabras del griego «aglaia» que significa ‘esplendor’, y «aktis» que significa ‘rayo de sol’.

## Lista de Especies
Según las clasificaciones del Congreso Ornitológico Internacional (IOC) y Clements Checklist/eBird, el género agrupa a las siguientes especies con el respectivo nombre popular de acuerdo con la Sociedad Española de Ornitología (SEO):
| Imagen | Nombre científico       | Autor                      | Nombre común        | Estado de conservación | Distribución |
| ------ | ----------------------- | -------------------------- | ------------------- | ---------------------- | ------------ |
|        | Aglaeactis cupripennis  | (Bourcier), 1843           | colibrí cobrizo     | LC                     |              |
|        | Aglaeactis castelnaudii | (Bourcier & Mulsant), 1848 | colibrí condecorado | NT                     |              |
|        | Aglaeactis aliciae      | Salvin, 1896               | colibrí de Alicia   | VU                     |              |
|        | Aglaeactis pamela       | (d'Orbigny), 1838          | colibrí negrito     | LC                     |              |